# Allodessus skottsbergi
Allodessus skottsbergi är en skalbaggsart som först beskrevs av Zimmermann 1924.  Allodessus skottsbergi ingår i släktet Allodessus och familjen dykare. Inga underarter finns listade i Catalogue of Life.